# F. David Peat
F. David Peat (Liverpool, Anglaterra, 1938- 6 de juny de 2017) fou un físic anglès. Va néixer a Liverpool (Anglaterra), on va obtenir el doctorat. Va ser catedràtic de la Queen's University a Kingston abans de començar la investigació al National Research Council del Canadà, i també va ser consultor del Science Council del Canadà. Peat també ha organitzat grups per a Native American Elders and Western Scientists, així com amb artistes i científics. També va ser responsable de la sèrie de vint programes “A question of physics” –una història de la física del segle XX– emesa per CBC Ideas, així com altres documentals per a CBC. Peat també ha col·laborat amb el físic David Bohm.
L'any 1996, Peat es va traslladar al poble medieval de Pari, situat a dalt d'un turó a prop de Siena, on va crear el Pari Center for New Learning. El centre organitza congressos, cursos i té un programa de visitants adreçat a artistes, escriptors i estudiosos.
Peat és autor de vint llibres, entre els quals hi ha Blackfoot Physics, From Certainty to Uncertainty, The Blackwinged Night, Turbulent Mirror (amb John Briggs) i Science, Order and Creativity (juntament amb David Bohm). La seva obra més recent és Pathways of Chance.